# Chung kết cúp bóng đá Nam Mỹ 1987
Chung kết Copa América 1987 là trận đấu cuối cùng của Cúp bóng đá Nam Mỹ 1987. Trận đấu được diễn ra vào ngày 12 tháng 7 năm 1987 ở Buenos Aires. Uruguay giành chiến thắng trước Chile với tỷ số 1–0. Đây là lần thứ chín Uruguay lên ngôi vô địch và là trận chung kết thứ hai của Chile.

## Chi tiết trận đấu
| Uruguay        | 1–0 | Chile |
| -------------- | --- | ----- |
| Bengoechea 56' |     |       |

| Uruguay | Chile |

| GK                      | 12 | Eduardo Pereira      |     |     |
| DF                      | 14 | Alfonso Domínguez    |     |     |
| DF                      | 3  | Nelson Gutiérrez     |     |     |
| DF                      | 4  | Obdulio Trasante     |     |     |
| DF                      | 5  | José Pintos Saldanha |     |     |
| MF                      | 8  | Gustavo Matosas      |     |     |
| MF                      | 15 | José Perdomo         | 88' |     |
| MF                      | 16 | Pablo Bengoechea     |     |     |
| MF                      | 10 | Enzo Francescoli     | 27' |     |
| FW                      | 7  | Antonio Alzamendi    |     | 86' |
| FW                      | 11 | Rubén Sosa           |     |     |
| Vào thay người:         |    |                      |     |     |
| DF                      | 6  | José Enrique Peña    |     | 86' |
| Huấn luyện viên trưởng: |    |                      |     |     |
| Roberto Fleitas         |    |                      |     |     |

| GK                      | 1  | Roberto Rojas        |     |     |     |
| DF                      | 2  | Óscar Reyes          |     |     |     |
| DF                      | 8  | Eduardo Gómez        | 14' |     |     |
| DF                      | 11 | Fernando Astengo     | 88' |     |     |
| DF                      | 4  | Luis Hormazábal      |     |     |     |
| MF                      | 18 | Patricio Mardones    |     |     |     |
| MF                      | 10 | Jorge Contreras      |     |     |     |
| MF                      | 20 | Héctor Puebla        |     | 19' |     |
| MF                      | 6  | Jaime Pizarro        |     |     |     |
| FW                      | 9  | Juan Carlos Letelier |     |     |     |
| FW                      | 7  | Ivo Basay            |     |     |     |
| Vào thay người:         |    |                      |     |     |     |
| MF                      | 8  | Ricardo Toro         |     | 19' | 63' |
| MF                      | 21 | Hugo Rubio           |     | 63' |     |
| Huấn luyện viên trưởng: |    |                      |     |     |     |
| Orlando Aravena         |    |                      |     |     |     |